# バトルシップ・コーヴ
バトルシップ・コーヴ (Battleship Cove ) は、アメリカ合衆国マサチューセッツ州フォールリバーにある非営利海事博物館および戦争記念館。第二次世界大戦の頃の海軍船舶の世界最大のコレクションがあり、戦艦マサチューセッツが展示されている。トーントン川とマウント・ホープ湾の合流点に位置し、ブラガ橋の一部が架かり、フォール・リバー遺跡州立公園に接続している。
戦艦マサチューセッツを取り壊しから守り、博物館船として保存することを保証し、戦争中の記録を展示している。
戦艦は小さな入江を形成し、夏季にプレジャーボートにとって避難港としての役割を果たしている。フォール・リバー・ヨット・クラブが近くの埠頭を管理している。またノース・ダートマス近郊のリンカーン公園にあった歴史的な1920年製メリーゴーラウンドが、1990年代初頭、地元の職業訓練校の生徒により修復されここに設置された。

## 歴史
戦艦マサチューセッツ記念委員会として登録され、バトルシップ・コーヴは非営利教育組織として組織され、1964年、アメリカ合衆国内国歳入庁から内国歳入法第501条C項3号に基づく団体としての認定が与えられた。第二次世界大戦中に戦艦マサチューセッツに搭乗していた退役軍人たちの先導により、この退役した戦艦を一般に公開するため海軍が寄付するよう働きかけた。
一般公開初年度、25万人以上が観覧に訪れた。その直後、この戦艦は第二次世界大戦で命を落としたマサチューセッツ州民の公式記念館として認められ、船内を展示用に再編成された。

### 拡大

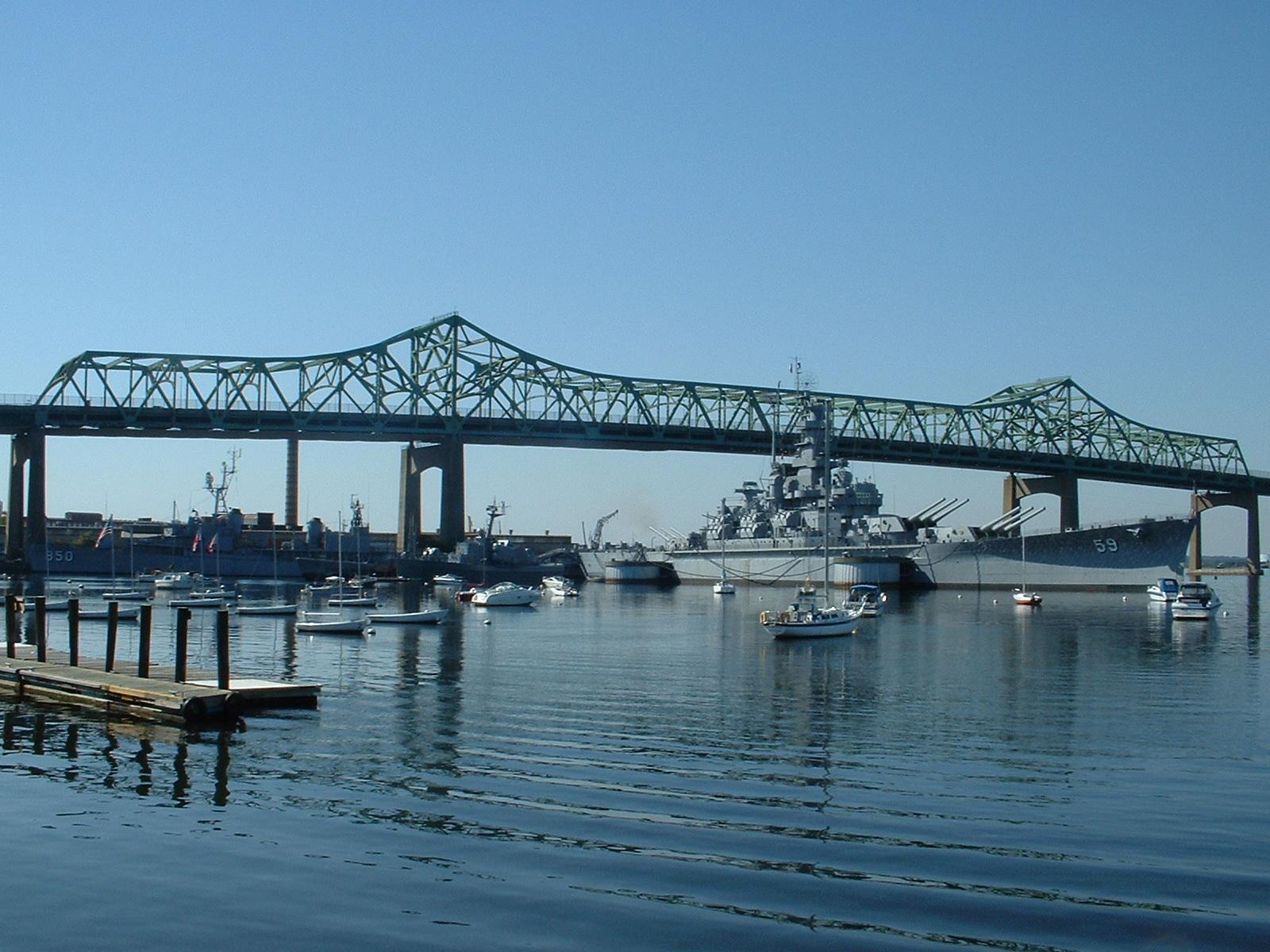
バトルシップ・コーヴ

1972年、第二次世界大戦で使用された攻撃型潜水艦ライオンフィッシュも展示物に加わった。同年、宿泊体験プログラムが開始し、これまで50万人以上が参加した。翌年、ギアリング級駆逐艦ジョセフ・P・ケネディ・ジュニアが展示物に加わり、朝鮮戦争およびベトナム戦争のコモンウェルス公式記念館となった。これに続いて戦艦マサチューセッツは湾岸戦争コモンウェルス公式記念館となった。
ケネディ号展示開始直後、フォール・リバー市長はこの地を「バトルシップ・コーヴ」と命名した。1975年、全米の24,000名の退役駆逐艦軍人で組織されるティン・カン・セイラーズがバトルシップ・コーヴで創立された。
1984年、航空機T-28が展示物に加わった。この航空機は練習機として使用された他、ベトナム共和国空軍でも使用され、コモンウェルスに移住したベトナム共和国空軍従事者の記念碑となっている。土産店ができ、組織の収入源となっている。1985年、コモンウェルスはケネディ号の保存費用として250万ドルを与え、同年、アメリカ合衆国国立公園局はマサチューセッツ号、ライオンフィッシュ号、PT-796をアメリカ合衆国国定歴史建造物に認定した。続いてケネディ号、PT-617も国定歴史建造物に認定され、ボストン南部で最大の集合展示物となった。船体8機で構成されるバトルシップ・コーヴは世界最大、最多の歴史的戦艦コレクションとなっている。

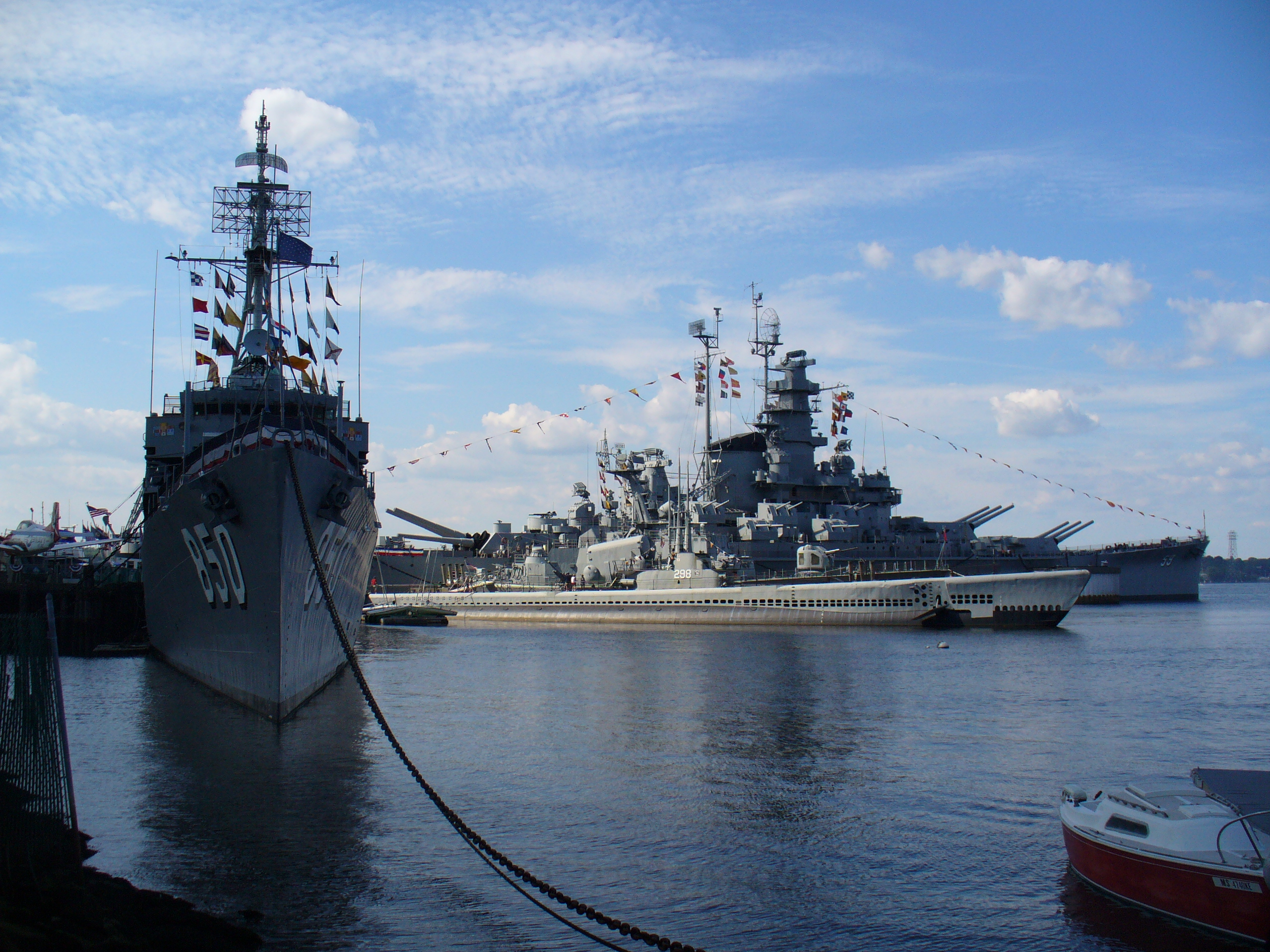
2007年、バトルシップ・コーヴ

1990年代、歴史的船舶および退役軍人に関する60もの展示を新たに設置した。宿泊体験プログラムの成功により、児童生徒が多く見学に訪れるようになったため、入場料から展示の拡大や船舶のメンテナンスの向上に繋がった。1997年6月14日、ソビエト連邦製ミサイルコルベットのヒデンゼーなど冷戦に関する展示も追加された。3年後、コモンウェルスはマサチューセッツ号とライオンフィッシュ号の乾ドックでの特別な修復のため1千万ドルを与えた。
1964年、バトルシップ・コーヴには500万人以上が来訪した。教育、歴史博物館として成功し続け、バトルシップ・コーヴ・コミュニティ・ボーティング・プログラム、レイセオン・インスパイアリング・テクノロジカル・エクスプロレイション(RITE)・プログラム、退役軍人の口承プログラムなど様々なプログラムの維持、拡大に努めている。

## 展示

### 戦艦マサチューセッツ

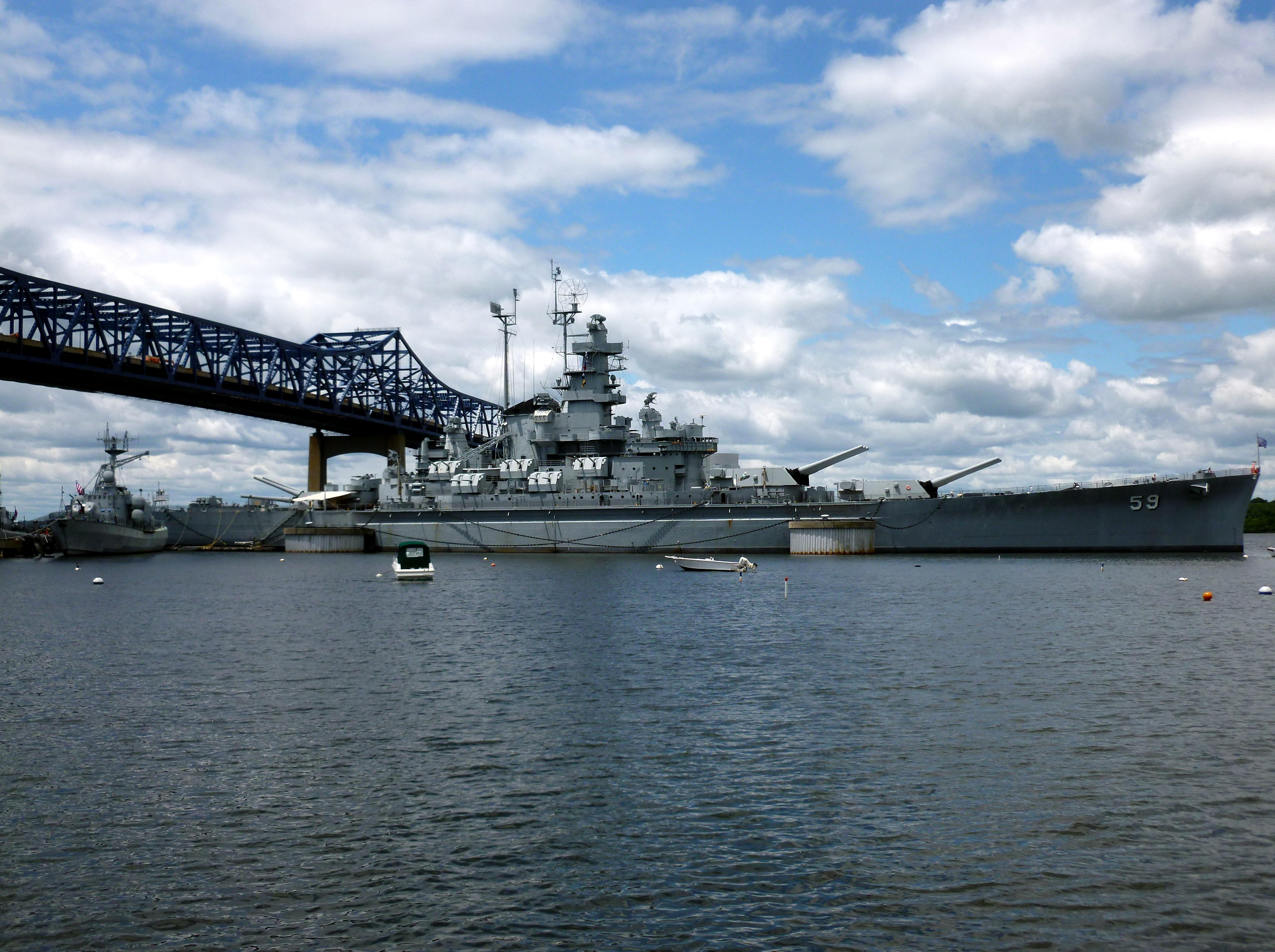
2012年、戦艦マサチューセッツ

バトルシップ・コーヴ最大の戦艦マサチューセッツがメイン展示物となっている。第二次世界大戦中、乗組員から「ビッグ・マミー」というニックネームがつけられていた。サウスダコタ級戦艦2隻目、アメリカ海軍で6州7番目の州名戦艦である。1939年7月20日、マサチューセッツ州クインジーのフォアリバー造船所で建造が始まった。1941年9月23日、チャールズ・フランシス・アダムズ3世夫人の合図で進水し、1942年5月12日、ボストンで就役し、初代艦長としてフランシス・E・M・ホィッティング大佐が就任した。
戦艦マサチューセッツは第二次世界大戦の功績により11個の従軍星章を受章し、「海軍の役馬」と評された。第二次世界大戦時、アメリカ海軍の人事の軍人が搭乗中、戦闘で亡くなった。トーチ作戦のカサブランカ沖海戦でヴィシー政権の戦艦ジャン・バールに第二次世界大戦で初めて16インチ砲を撃ち、浜松の製鉄所を目標にして第二次世界大戦最後の16インチ砲を撃ち、数時間後に終戦となった。
戦艦マサチューセッツはアメリカ国内に現存する戦艦8隻の内の1隻であり、それらの多くが20世紀前半に製造されたものである。

### ギアリング級駆逐艦ジョセフ・P・ケネディ・ジュニア

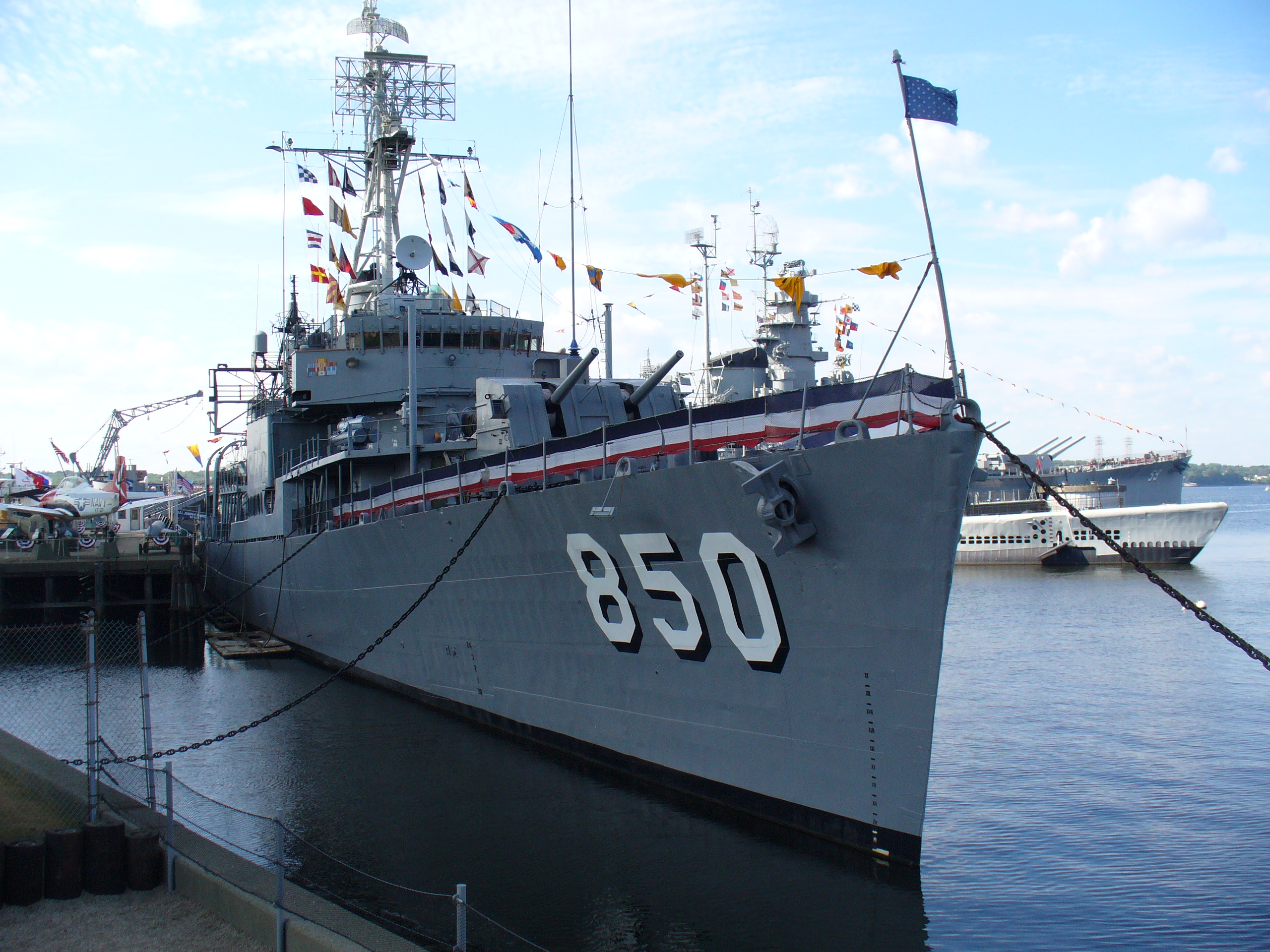
バトルシップ・コーヴの駆逐艦ケネディ号

駆逐艦ジョセフ・P・ケネディ・ジュニアはアメリカ海軍のギアリング級駆逐艦である。在イギリスアメリカ合衆国大使ジョセフ・P・ケネディの息子でのちのアメリカ合衆国大統領ジョン・F・ケネディの兄の海軍飛行士のジョセフ・P・ケネディ・ジュニアに因んで名付けられた。キューバ危機の際のキューバの封鎖、ジェミニ6-A号とジェミニ7号の水上修復チームなどで使用された。現在バトルシップ・コーヴの博物館船となっている。
2000年春、ロード・アイランド海峡で映画『13デイズ』の撮影で使用され、本来のジョセフ・P・ケネディ・ジュニア号としてだけでなく、アレン・M・サムナー級駆逐艦「ジョン・R・ピアス号 (DD-753)」として登場する。

### 攻撃型潜水艦ライオンフィッシュ

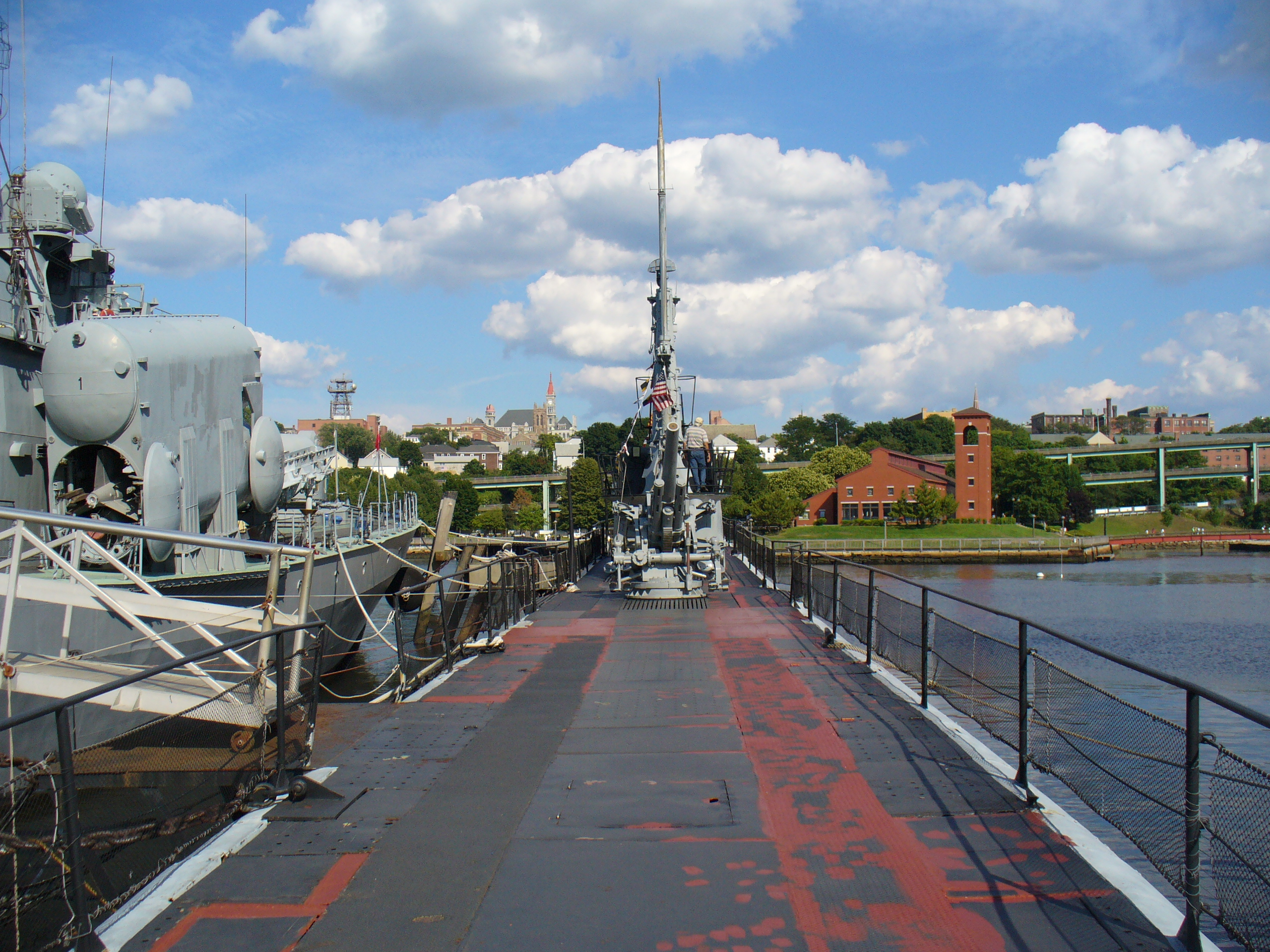
潜水艦ライオンフィッシュ号

バラオ級潜水艦ライオンフィッシュは西インド諸島や太平洋熱帯域に生息するカサゴ目のミノカサゴ(ライオンフィッシュ)の名のついたアメリカ海軍で唯一の艦である。ニューイングランドの試験航海終了後、1945年4月1日に日本周辺にて最初の哨戒を開始した。10日後、日本の潜水艦から発射された魚雷2発をかわし、5月1日、Mk 10 5インチ砲で日本のスクーナーを破壊した。潜水艦レイと合流し、墜落した航空機B-29の生存者をサイパンに移送し、補給のためミッドウェー島に向かった。
6月2日、2度目の哨戒を開始した。7月10日に浮上航行中の日本の潜水艦に魚雷攻撃を行った結果、乗組員は爆発音を聞き潜望鏡にて発煙を確認した。さらに2隻の日本の潜水艦を攻撃し、日本周辺で墜落した航空機の乗員を救護した後に、2度目にして最後の哨戒を終えた。8月15日の終戦時にはサンフランシスコに向かっている途中であった。1946年1月16日、メア・アイランド海軍造船所で退役した。
1951年1月31日、再就役し、訓練航海のためアメリカ合衆国東海岸に向かった。北大西洋条約機構の演習に参加後、地中海を航海して東海岸に戻り、1953年12月15日、ボストン海軍工廠で退役した。
1960年、ロードアイランド州プロビデンスで訓練潜水艦として使用された。1971年に海軍から除籍され、1973年からバトルシップ・コーヴで常設展示された。現在、最も人気のある展示物の一つであり、すべての潜水艦乗員にとっての記念碑として尊敬を集めている。

### ヒデンゼー

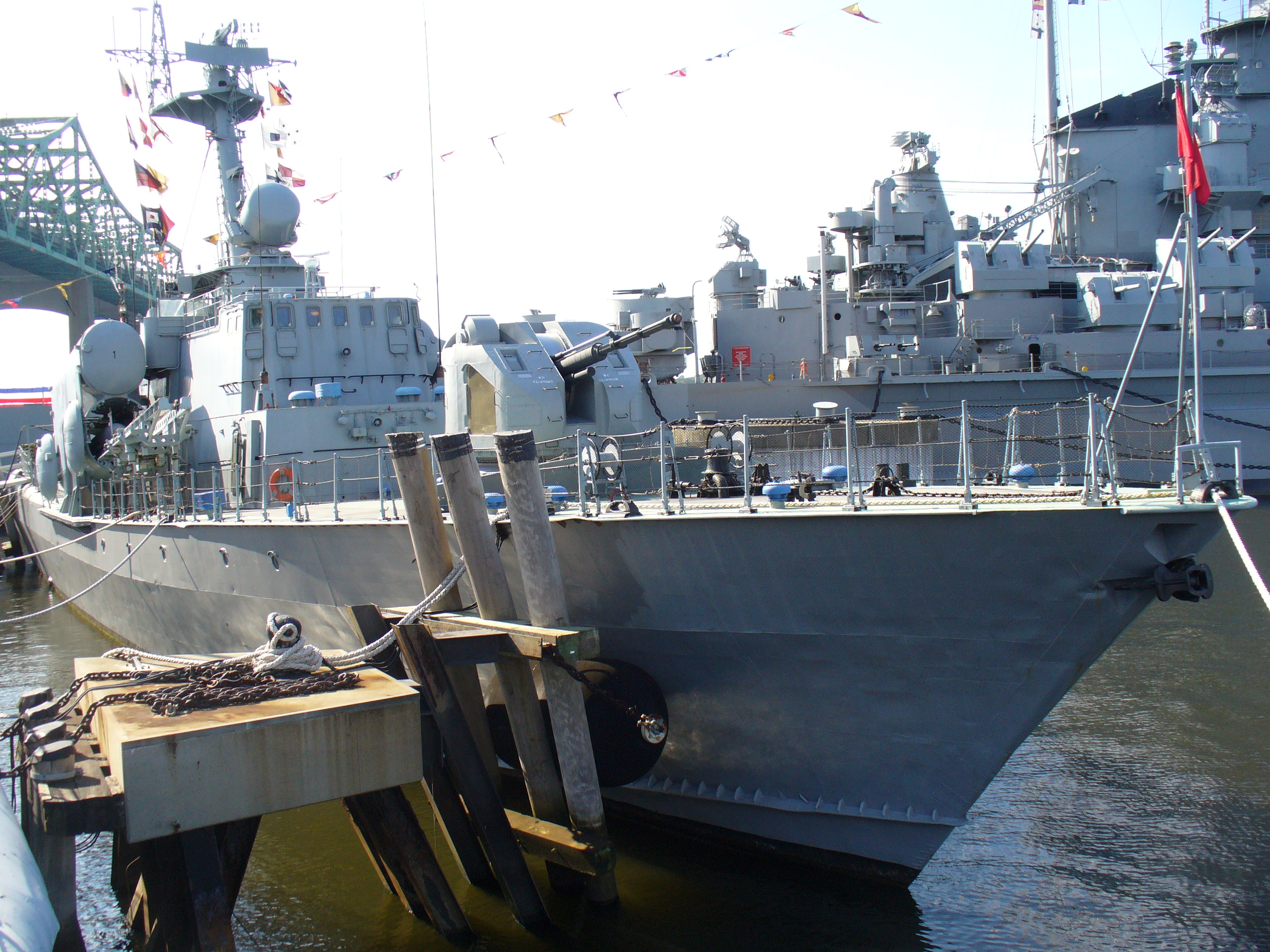
ヒデンゼー

1984年、レニングラード近くのペトロフスキー造船所でタランタル型コルベットとして建てられ、当初「ルードルフ・エーゲルホーファー」と呼ばれ東ドイツ海軍により就役された。ソビエト製ミサイルコルベットとしてヒデンゼーは東ジャーマン・コーストへの脅威に対抗するため設計され、対艦ミサイル・スティクスおよび防衛武器を搭載していた。
ドイツ再統一後、1991年4月に退役するまでドイツ海軍に従事した。その直後に復活し、アメリカ海軍に移籍した。メリーランド州ソロモンのパテュクセント川にある海軍施設で東ドイツ海軍20名が参加して広く調査が行われた。チェサピーク湾とバージニア岬にて50航行後、海軍の予算の都合で操業を大幅に短縮されたが、1996年4月まで調査は続けられた。
1997年6月14日、バトルシップ・コーヴに追加された。潜水艦ライオンフィッシュの隣に係留されている。

### PTボート
1975年、PTボートのPT-796、1984年、PT-617が設置され、世界で唯一2体の復元PTボートが展示されている。PT-617はジョン・F・ケネディのPT-109に似ており、現存する唯一のエルコ社製PTボートである。

### 重巡洋艦フォール・リバー

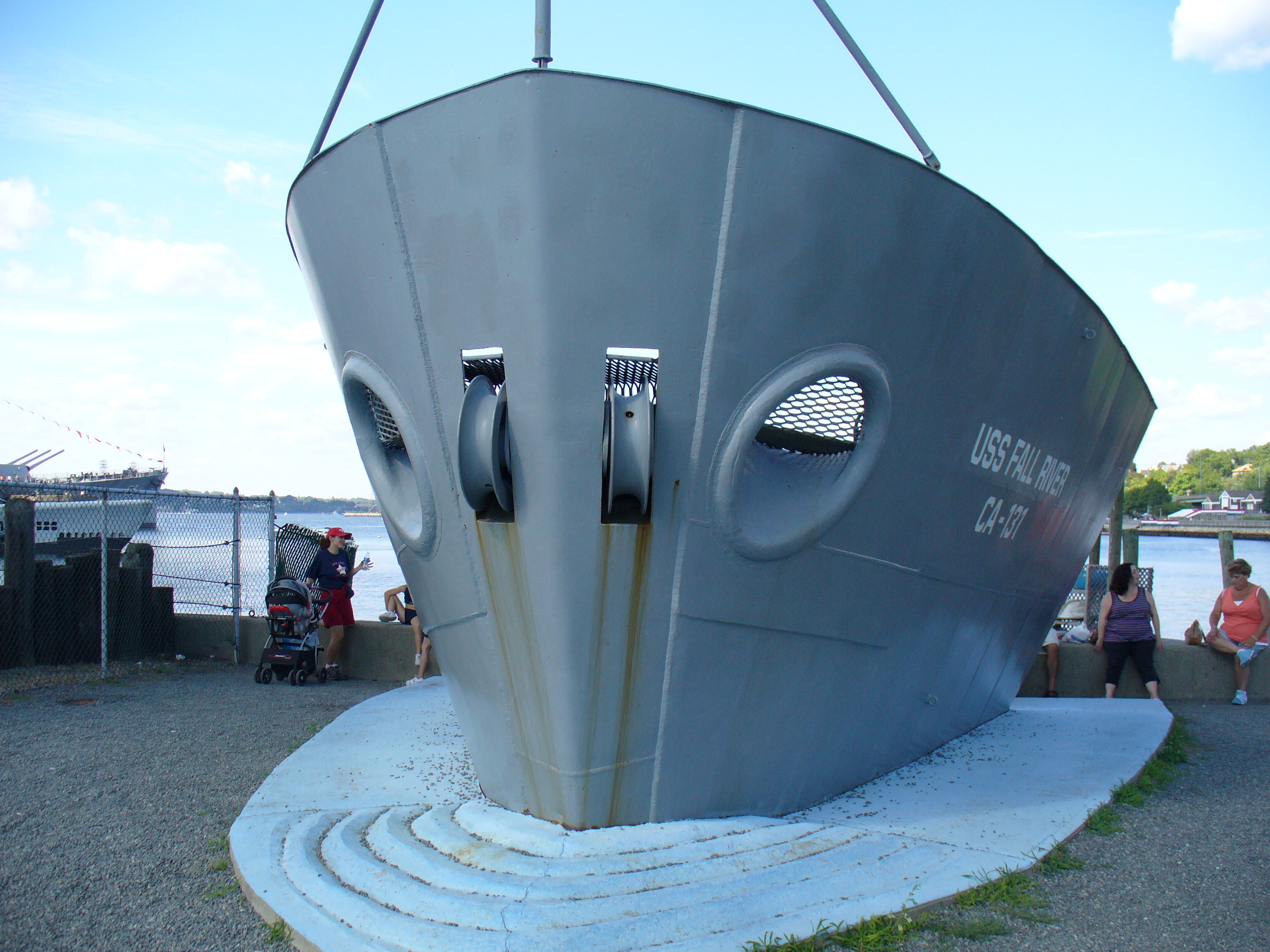
重巡洋艦フォール・リバーの船首の先

1944年8月13日、ニュージャージー州カムデンにあるニューヨーク造船所でフォール・リバー市長の妻アレキサンダー・C・ミュレイの出資によりボルチモア級重巡洋艦フォール・リバーが進水し、1945年7月1日、D・S・クロフォード艦長により就役された。
1945年10月31日、バージニア州ノーフォークに到着し、1946年1月31日まで実験開発のため航行した。クロスロード作戦に参加するため第1統合任務部隊に任命され、1946年夏、マーシャル諸島にて核実験を行なった。この準備のためカリフォルニア州サンペドロに航行し、2月16日から3月6日、旗艦用に改装された。3月17日、真珠湾に到着し、実験標的艦の司令官F・G・ファーリオン少将を乗せ、5月21日から9月14日、マーシャル諸島を航行した。
アメリカ合衆国西海岸での訓練後、1947年1月12日から6月17日、第1巡洋艦隊の旗艦として極東で航行した。ピュージェット・サウンド海軍造船所に戻り、1947年10月31日、予備役となった。
船首の先がバトルシップ・コーヴに展示されている。

## 関連事項
- U.S. Navy museums (and other battleship museums)
- List of maritime museums in the United States
- List of museum ships
- アメリカ海軍戦艦一覧
- Battleship Cove (MBTA station)